# Los sobrevivientes
Los sobrevivientes es una película dramática cubana estrenada en 1978 y dirigida por Tomás Gutiérrez Alea.

## Sinopsis
Al triunfo de la Revolución, una familia de la alta burguesía decide aislarse en su mansión e ignorar los cambios que ocurren en el país. Ellos suponen que las cosas pronto volverán a ser como antes. Viven la desintegración material y moral, en una involución histórica.

## Palmarés cinematográfico
- Tercer premio (otorgado por el público), Festival de Cine Iberoamericano de Huelva, España.
- Filme Notable del Año, Festival Internacional de Cine de Londres, Inglaterra.
- Tarja de Oro; Premio Gandhi otorgado por el Jurado Internacional CIDALC INT / CAALA, Festival Laceno d’Oro delle Nazioni del Cinema Neorealista, Avellino, Italia, 1981.